# 烏狗蟻
烏狗蟻，是台灣邵族傳說中的矮人族，生活在日月潭邊，跟邵族和平共存，但因為生存環境改變而消失無蹤。

## 外表與生活
烏狗蟻的身高只有約二到三尺（約60到90公分），皮膚黝黑、頭髮是捲的。他們住在拉魯島東南方的壁洞內，平常生活相當優哉、好吃懶做、喜歡在潭裡玩水或游泳，有時候會偷邵族的東西，但邵族很尊重他們的生活，很少去打擾他們。
住處
據說烏狗蟻經常開挖自己居住的洞以增加生活空間，壁洞也因此相當長，從石印社山腳下的「入口洞」一路連綿到頭社大坪林山腳的「出口洞」，總長三公里多，而石印社的入口洞處還有設立一個雕有花紋的圓形大石頭，平常還有兩三個族人看守，據說有個漢人漁夫曾經想要偷走它，被看守的族人恐嚇要把漁夫拖進水裡淹死才打消念頭，而「石印」社名的由來也是因為它。另有傳說認為那個洞是烏狗蟻為了宣洩逐漸上升的水位而開挖的。
另外，洞穴開挖出來的土被烏狗蟻們棄置在頭社。

## 稱呼
「烏狗蟻」是邵族給他們的稱呼，因為他們在挖地洞時成群搬泥土的樣子很像黑螞蟻而得名，而「烏狗蟻」則是「黑螞蟻」的台語發音（oo-kau`-hia⊦）。

## 消失
日治時期，政府在日月潭興建水庫後，烏狗蟻也隨之消失，有人認為是因為政府沒有烏狗蟻的資料，興建水庫時沒有命令他們遷村，而沒有發現狀況的烏狗蟻就在水庫興建好、水位上升後被淹沒了洞口、洞穴崩塌、無數族人被活埋後四散逃亡。

## 其他傳說
另有傳說認為烏狗蟻有尾巴，而且跟邵族很早以前相處熱絡，但因為有一次邵族的唐突拜訪，導致不喜歡讓人看到自己尾巴的烏狗蟻連忙坐下而弄斷了尾巴，生氣之餘斷絕了跟邵族的關係，雙方再也不往來。

## 特點
烏狗蟻擅水的特性相較於其他原住民族的矮人傳說（包括邵族傳說中另一種矮人斯立立頓）都相當特別，有人認為這是受到邵族的長髮精怪傳說所影響；另外也有人把烏狗蟻跟邵族斷絕關係的故事跟布農族的伊庫倫傳說進行比對，認為兩者是兩族交流之下所產生的。